# Maria Ficzay
Maria Mihaela „Mimi“ Ficzay (* 8. November 1991 in Ocna Șugatag, Kreis Maramureș) ist eine rumänische Fußballspielerin. Die Innenverteidigerin steht bei CFF Olimpia Cluj unter Vertrag.

## Karriere
Ficzay begann ihre Sportlerkarriere im Alter von zehn Jahren mit Leichtathletik und wurde dabei von ihrem Onkel Nelu Hotea trainiert. Auf dessen Anraten schloss sie sich 2006 der Fußballmannschaft des Viertligisten Tisa Sighet an, wo sie bei der männlichen Jugend mitspielen durfte. Nach wenigen Monaten im Verein wurde sie im Rahmen eines Turniers in Sighetu Marmației entdeckt und Mirel Albon, dem Trainer des amtierenden rumänischen Meisters CFF Clujana Cluj, empfohlen. Dieser nahm sie nach einem kurzen Probetraining unter Vertrag, so dass Ficzay im Alter von 15 Jahren nach Cluj-Napoca zog. Dort spielte sie zunächst bei CFF Clujana in der Jugend und kurze Zeit später in der ersten Mannschaft. Am 6. September 2008 gab sie beim 6:0-Sieg gegen den nordirischen Vertreter Glentoran FC im Rahmen des UEFA Women’s Cup 2008/09 ihr internationales Debüt.
Im Sommer 2010 gründete ihr Trainer Mirel Albon einen neuen Verein namens CFF Olimpia Cluj, zu dem Ficzay gemeinsam mit sieben ihrer Mannschaftskolleginnen wechselte. Da es in Rumänien keine zweite Liga im Frauenbereich gab, trat der Verein in der ersten Liga an und wurde mit Ficzay als Kapitänin prompt rumänischer Meister. Anschließend wurde die Qualifikationsrunde zur UEFA Women’s Champions League 2011/12 ungeschlagen überstanden, doch schied CFF Olimpia im Sechzehntelfinale gegen Olympique Lyon aus.

## Nationalmannschaft
Ficzay spielte ab September 2007 in der rumänischen Nationalmannschaft der Juniorinnen, deren Kapitänin sie später wurde. 2009 gab sie in einem Freundschaftsspiel ihr Debüt in der Nationalmannschaft der Frauen, bevor sie am 27. März 2010 beim Auswärtssieg gegen Bosnien auch im Rahmen der WM-Qualifikation zum Einsatz kam.
Neben ihrer Karriere studiert sie Sportpädagogik an der Facultatea de Educație Fizică și Sport der Babeș-Bolyai-Universität Cluj.

## Erfolge
- Rumänischer Meister: 2008, 2009, 2010, 2011